# Lambeosaurus

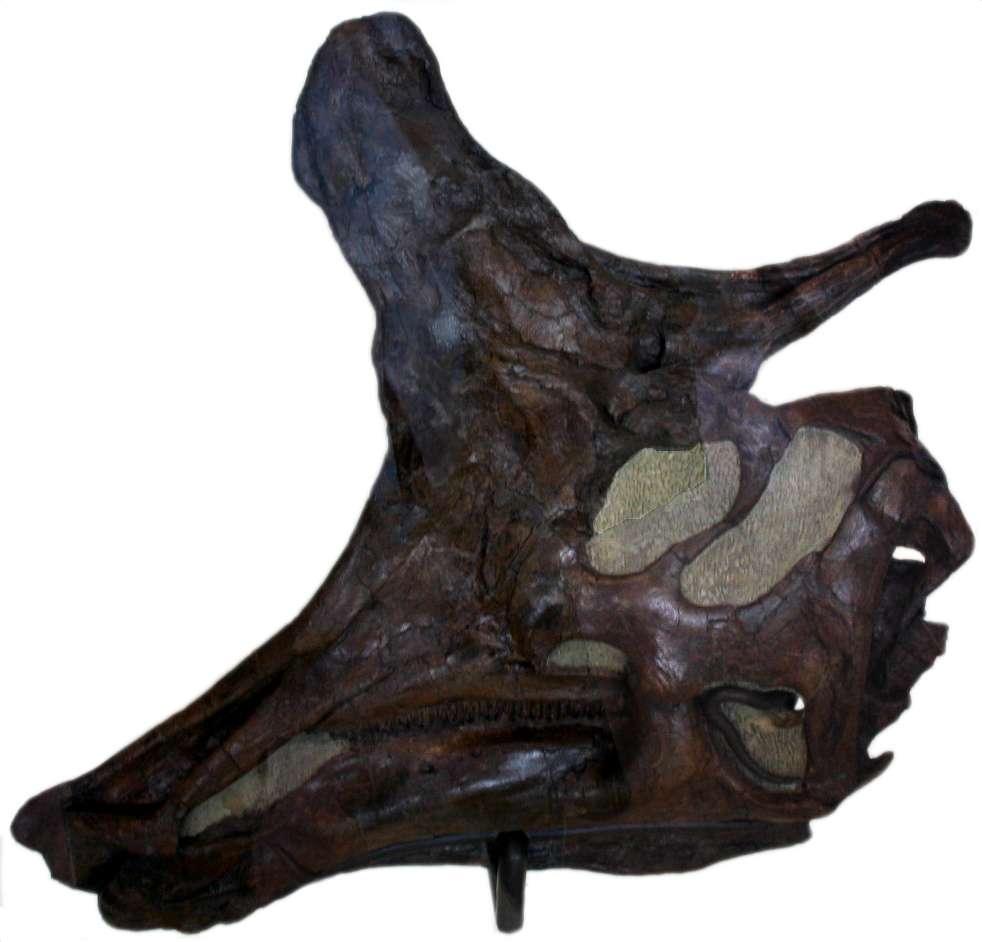
A Lambeosaurus lambei koponyája az Amerikai Természetrajzi Múzeumban (American Museum of Natural History)

A Lambeosaurus (neve Lawrence Lambe őslénykutatóra utal) a hadrosaurida dinoszauruszok egyik neme, amely a késő kréta korban (a campaniai korszakban), mintegy 76-75 millió évvel ezelőtt élt Észak-Amerikában. Ez a két és négy lábon egyaránt mozgó dinoszaurusz egyedi, üreges fejdísze által különböztethető meg, ami a legjobban megőrződött példányoknál egy baltára hasonlít. Több, Alberta (Kanada), Montana (Egyesült Államok), illetve Alsó-Kalifornia (Baja California) (Mexikó) területéről származó lehetséges faját is elnevezték, de jelenleg csak a két kanadai faj számít jól ismertnek.
A Lambeosaurusról William Parks készített leírást 1923-ban, húsz évvel az első, Lawrence Lambe által tanulmányozott leletanyag felfedezése után. A nem taxonómiai története bonyolult, főként azért, mert az egykor önálló nemekbe és fajokba besorolt kis testű fejdíszes hadrosauridákat napjainkban fiatal egyedeknek tekintik. Jelenleg a típusfajhoz, a L. lambeihez kapcsolt különböző koponyákat különböző korú példányokként, illetve a nemi kétalakúság jeleként értelmezik. A Lambeosaurus közeli rokonságban áll a jobban ismert Corythosaurusszal, melynek fosszíliáit valamivel régebbi kőzetekben találták meg, valamint a kevésbé ismert Hypacrosaurusszal és az Olorotitannal. Mindegyikük szokatlan fejdíszekkel rendelkezett, amikről manapság általánosan azt gondolják, hogy a társas funkciók ellátására, például zajkeltésre és az egyedek felismerésére szolgáltak.

## Anatómia

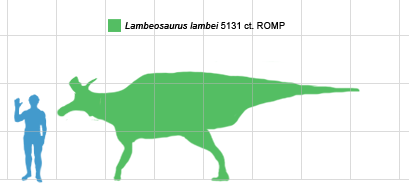
A Lambeosaurus és az ember méretének összehasonlítása

A Lambeosaurus leginkább a L. lambei által vált ismertté, és a fejdísz formáját leszámítva meglehetősen hasonlít a jóval ismertebb Corythosaurusra. A Lambeosaurus fejéke a Corythosaurusénál előrébb helyezkedett el, a benne levő üreges orrjáratok az elején voltak és egymás felett helyezkedtek el. A Corythosaurus fejdíszétől való további eltérést jelent az oldalsó villás orrcsonti nyúlványok hiánya, ami az egyetlen lehetőség a két nem fiatal példányainak megkülönböztetésére, ugyanis ez a testrész a kor előre haladtával vált egyedivé.
A Lambeosaurus testfelépítése a többi hadrosauridáéhoz hasonlóan lehetővé tette, hogy az állat két és négy lábon is tudjon mozogni, amit a rokon nemekhez tartozó lábnyomok is igazolnak. Hosszú farkát elcsontosodott inak merevítették, megakadályozva, hogy lefelé hajoljon. A mellső lábakon négy ujj volt, a hüvelykujj hiányzott, a második, harmadik és negyedik ujj pedig egy csoportban helyezkedett el, patákkal ellátva, ami azt jelzi, hogy ezeket az állat a súlya megtartására használhatta. Az ötödik ujj (a kisujj) elkülönült és alkalmas volt tárgyak mozgatására. A hátsó lábak a három középső ujjban végződtek.
A legegyedibb jellemző a fejdísz, ami eltért a két jól ismert fajnál. A L. lambeinél felnőtt korra szekerce formájúvá vált, a nősténynek tartott példányoknál pedig valamelyest rövidebb és kerekebb volt. Az „él” a szemek elé nyúlt, a „nyél” pedig egy tömör csontrúdként kiállt a koponya hátsó részén. Az „él” két darabból állt: a felső egy vékony, csontos taréj volt, ami aránylag későn, a felnőttkor küszöbén nőtt meg, az alsó része pedig üregeket tartalmazott, melyek az orrjáratokhoz csatlakoztak. A L. magnicristatus esetében a „nyél” sokkal kisebbé vált, míg az „él” megnyúlt, magas tarajjá alakult. A legjobb állapotú példány fejdísze hiányos, csak az első fele őrződött meg. A L. paucidens fejdísze jelenleg nem ismert. A Lambeosaurus kanadai fajai méretben közel állnak a Corythosaurushoz, azaz, körülbelül 9,4 méter hosszúak. A pikkelyek lenyomatai több példánynál is ismertté váltak; az egyiknek, melyet jelenleg a L. lambeihez sorolnak be, vékony bőre és egységes sokszögű lemezei (scutumai) voltak, amik szabálytalan elrendezésben a nyakra, a törzsre és a farokra is kiterjedtek. Hasonló, a nyakat, a mellső lábat és a lábfejet borító pikkelyek váltak ismertté a L. magnicristatus egyik példánya esetében is.

## Osztályozás
A Lambeosaurus az üreges fejdíszű hadrosauridákat tartalmazó Lambeosaurinae alcsalád típusneme. A lambeosaurinák között közeli rokonságban áll a Corythosaurusszal és a Hypacrosaurusszal, melyektől szinte csak a fejdísze alakja választja el. A három nem közötti kapcsolatot nehéz meghatározni. Az interneten található osztályozások néha mindhármat a Lambeosaurini nemzetségbe sorolják be, de a nemzetséget hivatalosan nem definiálták. A publikációkban, köztük a David Evans és Robert Reisz által a L. magnicristatusról készített, és a legújabb törzsfejlődést tartalmazó áttekintésben ehelyett az ezzel megegyező Corythosaurini kládot használták. E tanulmány szerint a Lambeosaurus a Corythosaurus, a Hypacrosaurus és az orosz Olorotitan nemek számára létrehozott klád testvértaxonja; e lambeosaurinák a Nipponosaurusszal együtt alkotják a Corythosaurini csoportot.

## Felfedezés és történet

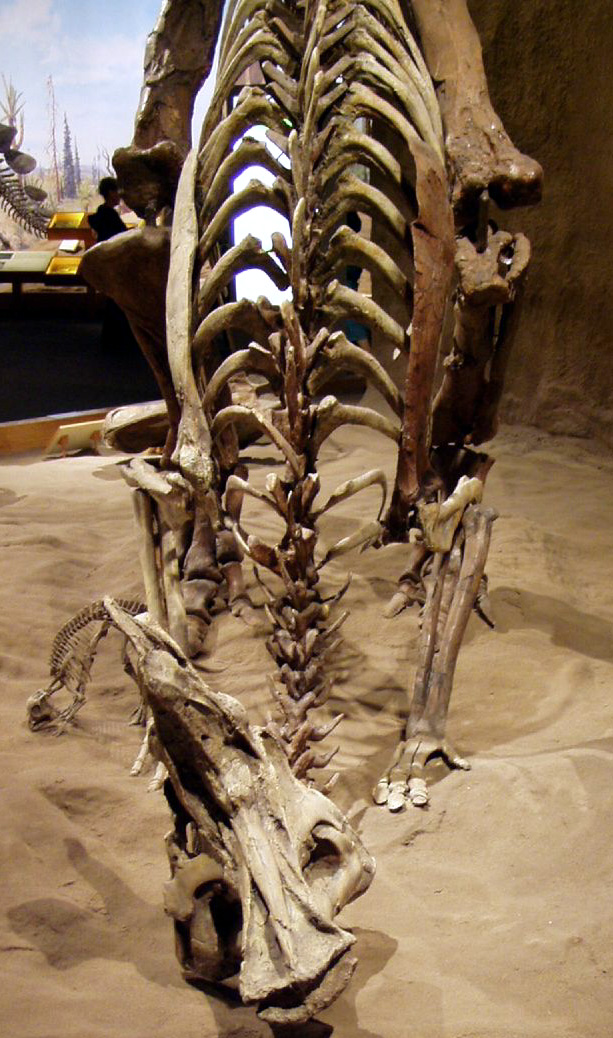
A Royal Tyrrell Őslénytani Múzeumban (Royal Tyrrell Museum of Palaeontology) őrzött Lambeosaurus lambei csontváza elölnézetből

A Lambeosaurus bonyolult taxonómiai története 1902-ben kezdődött, amikor Lawrence Lambe a Trachodon marginatus nevet adta egy hadrosaurida lábat és egyéb csontokat tartalmazó albertai fosszília (a GSC 419-es számú lelet) számára. Az őslénykutatók ugyanott, a Dinosaur Park-formáció (késő kréta kori) campaniai korszakbeli kőzeteiben, az 1910-es években jobb állapotú hadrosaurida maradványokat fedeztek fel. Lambe két új koponyát a T. marginatushoz kapcsolt, és 1914-ben az új információk alapján létrehozta a Stephanosaurus nemet a fajok számára. Sajnálatos módon nagyon kevés ok volt a koponyák és a korábbi, töredékes marginatus leletanyag összekapcsolására, ezért 1923-ban William Parks a koponyákat egy új nembe és fajba sorolta be (az NMC 2869, eredetileg GSC 2869 jelzésű típuspéldány alapján), amit Lambe tiszteletére Lambeosaurus lambeinek nevezett el.

### Új fajok és aProcheneosaurus
A korai albertai felfedezők azonban nem ismerték fel, hogy fiatal Lambeosaurus maradványokat is találtak. Ezeket a kis testű, fejdíszes kacsacsőrű fosszíliákat a hadrosauridák egy másik fejlődési vonala, a Cheneosaurinae alcsalád felnőtt képviselőiként értelmezték. Az első ilyen állat a Didanodon altidens volt, melyről Henry Fairfield Osborn készített leírást 1902-ben, egy Dinosaur Park-formációból előkerült maxilla bal oldala (a GSC 1092 jelzésű lelet) alapján. Lambe Trachodon altidensként hivatkozott rá, és úgy tűnt, hogy a Didanodon név hamar feledésbe merül, mivel Richard Swann Lull és Nelda Wright, az észak-amerikai hadrosauridákról írt 1942-es monográfiájukban nem említették meg.

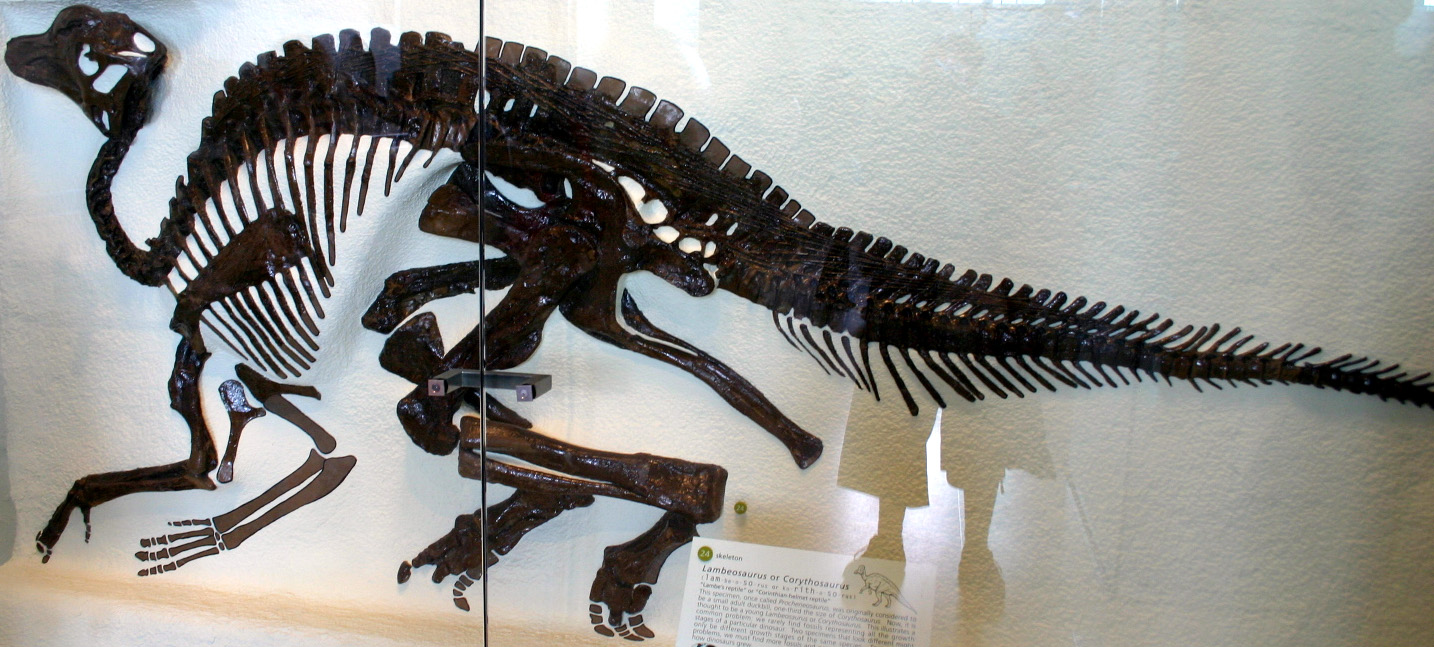
A Procheneosaurus egy lehetséges Lambeosaurus vagy Corythosaurus az Amerikai Természetrajzi Múzeumban (American Museum of Natural History)

1920-ban, William Diller Matthew a Procheneosaurus nevet használta (fajnév nélkül) egy, a Dinosaur Park-formációból származó, és az Amerikai Természetrajzi Múzeumban (American Museum of Natural History) őrzött (AMNH 5340 jelzésű) csontvázról készült fénykép feliratánál. Parks úgy vélte, hogy a módszer és a leírás nem megfelelő ahhoz, hogy a nevet érvényesnek tekintsék, és a helyzetre való hivatkozáshoz megalkotta a Tetragonosaurus nemet. A nemen belül helyezte el a típusfajt, a T. praecepst (a ROM 3577 jelzésű lelet alapján) és a második fajt, a T. erectofronst (a ROM 3578 jelzésű lelet alapján) a Dinosaur Park-formációban felfedezett kis koponyák számára, Matthew Procheneosaurus csontvázát pedig a T. praecepshez kapcsolta. Charles M. Sternberg 1935-ben létrehozta a T. cranibrevis nevet a GSC (jelenleg NMC) 8633 jelzésű, valamivel nagyobb fosszília számára. Lull elvetette a Tetragonosaurus használatát a Procheneosaurusszal szemben. 1942-ben Wright a Tetragonosaurus faját és átmenetileg a Trachodon altidenst áthelyezte a Procheneosaurus nembe P. praeceps néven, típusfajként. Ezt a névhasználatot 1975-ig általánosságban követték, ekkor azonban Peter Dodson kimutatta, hogy a „cheneosaurusok” valójában más dinoszauruszok fiatal példányai. A Procheneosaurus praeceps és altidens a Lambeosaurus lambei feltételezett szinonimáivá váltak, annak ellenére, hogy mindkét név korábbról származott.
A „procheneosaurusok” nem az egyetlen fejdíszes kacsacsőrű csoport, amit az 1900-as években tanulmányoztak és elneveztek. Akkoriban elfogadott szokás volt nemeket és fajokat elnevezni olyan jellegzetességek alapján, amik jelenleg inkább a kor vagy az ivar miatti, illetve a fosszilizáció torzításából adódó eltéréseknek tűnnek. Ebben az időszakban, konkrétan 1935-ben három további, a Lambeosaurus rokonságába tartozó faj kapott nevet. Sternberg a T. cranibrevisről írt cikkében elnevezett egy koponyát és egy részleges csontvázat (a GSC–8705, illetve jelenleg NMC–8705 jelzésű leletet), a L. magnicristatumot (amit később magnicristatusra javított), valamint egy kisebb koponyát (a GSC–8703, illetve jelenleg NMC–8703 jelzésű leletet), a L. clavinitialist, amely kisebb fejdísszel és a háton kevésbé kiálló csigolyákkal rendelkezett. Parks az GSC 5853 (jelenleg ROM 869) jelzésű koponya alapján leírást készített a Corythosaurus frontalisról, melynek alacsony és előrenyúló fejdísze eltért a többi Corythosaurus jól ismert, magas, egyenes és lekerekített fejdíszétől.

### Felülvizsgálat és megerősítés
Az aktív 1900-as éveket követően egy ideig egyetlen példányról sem készült újabb leírás. 1964-ben John Ostrom megjegyezte, hogy az Othniel Charles Marsh által elnevezett egykori Hadrosaurus paucidens, amely a montanai Fergus megyéből, a Judith River-formációból származik, és az USNM 5457 jelzésű részleges maxillán és squamosális csonton alapul, valószínűleg egy Lambeosaurus példány.
1975-ben Peter Dodson vizsgálatot végzett annak kiderítésére, hogy miért fordult elő annyi lambeosaurina nem és faj egy aránylag rövid földtörténeti időszakon belül, egy kis területen, és egy morfometriai tanulmányt jelentetett meg, ami tucatnyi koponya méreteit tartalmazta. Rájött, hogy a fajok közül több is fiatal vagy más nemű állatok maradványaiként értelmezhető leletanyagon alapult. A Lambeosaurusszal kapcsolatban úgy találta, hogy a L. clavinitialis valószínűleg a L. lambei nősténye, a Corythosaurus frontalis és a Procheneosaurus praeceps pedig inkább fiatal példányok lehettek. Az L. magnicristatus viszont eléggé eltért ahhoz, hogy saját fajt alkosson. A Procheneosaurus cranibrevist és a P. erectofronst fiatal Corythosaurus példányokként értelmezte. A Procheneosaurus/Tetragonosaurus maradványok átvizsgálása során viszont úgy tűnt, hogy a leletek fajokhoz történt hozzákapcsolása zavaros: az orrcsont premaxillával való érintkezése alapján a P. cranibrevis típuspéldánya egy fiatal Lambeosaurus, míg a többi példány inkább Corythosaurus lehet.

## Fajok

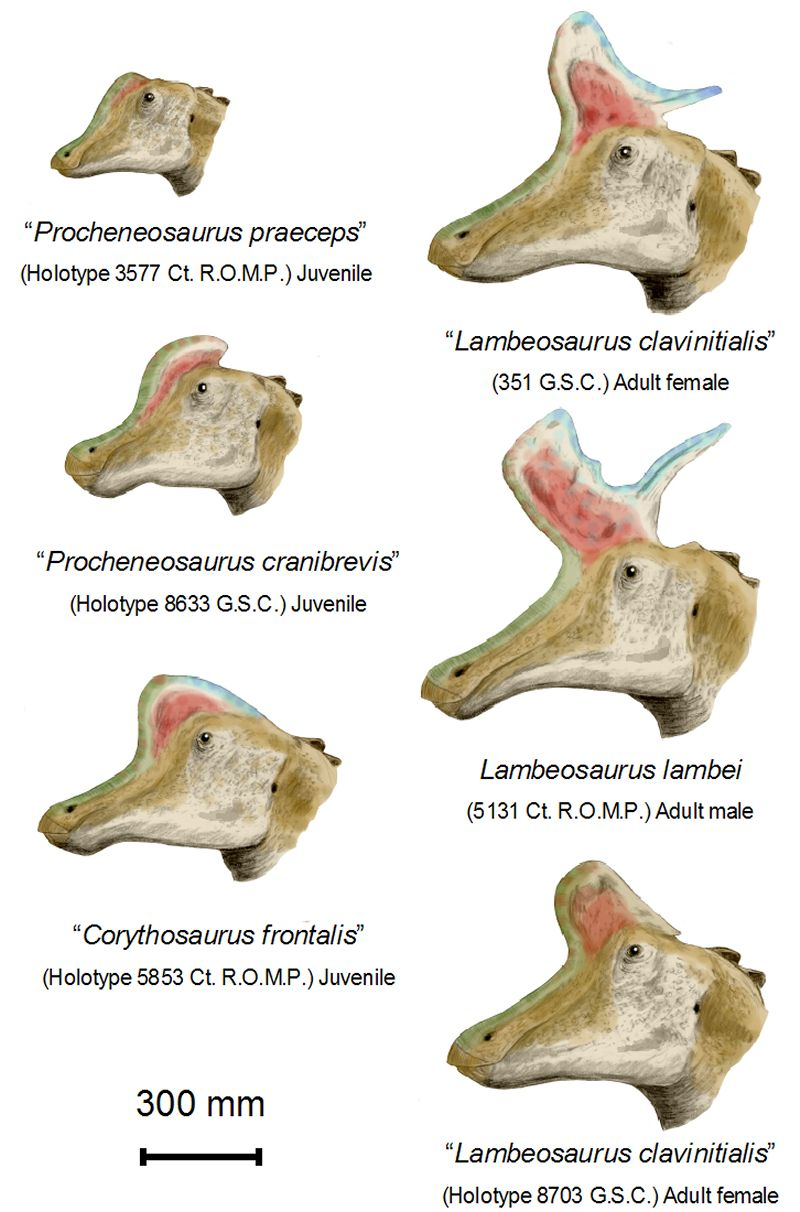
Több, egykor külön fajba sorolt Lambeosaurus példány, melyeket jelenleg az L. lambei különböző ivarú, illetve korú példányainak tekintenek

A Lambeosaurus két faját jelenleg érvényesnek tekintik, a harmadik pedig néha elfogadottnak számít. A L. lambei (Parks, 1923) legalább 17 példány, hét koponya és részleges csontváz, valamint körülbelül tíz különálló koponya alapján ismert. A L. clavinitialis (C.M. Sternberg, 1935), a Corythosaurus frontalis (Parks, 1935), és a Procheneosaurus praeceps (Parks, 1931) a legújabb áttekintés szerint a L. lambei szinonimái. Lehetséges, hogy a L. clavinitialis hátrafelé mutató tüske nélküli koponyái inkább a L. magnicristatus egyedeihez tartoznak, ezt az elképzelést azonban az L. magnicristatus 2007-es áttekintése elveti. Az L. magnicristatus (C.M. Sternberg, 1935) csak két, koponyával is rendelkező példány alapján ismert. Sajnálatos módon a típuspéldány tagolt csontvázának nagy része elveszett. A tárolás során a víz számos csontot nagy mértékben megrongált, ezért a leírásukra nem került sor; a csontváz egyéb részei szintén elvesztek. A fosszília valamivel újabb kőzetekből származik azoknál, amikben a L. lambei maradványait megtalálták. A faj neve a latin magnus 'nagy' és cristatus 'fejdíszes' szavak összetételéből származik, és a csontos fejdíszre utal. Jack Horner is azonosított egy töredékes lambeosaurina állcsontot, ami a montanai Bearpaw-formációból került elő, és valószínűleg a L. magnicristatushoz tartozik; ez az első, tengeri kőzetekből előkerült lambeosaurina.
A L. paucidens (Marsh, 1889) kétséges névnek számít, és a legújabb áttekintésben Hadrosaurus paucidens néven került felsorolásra, azonban legalább egy szerző, Donald F. Glut, elfogadja a Lambeosaurus fajaként. A faj neve a latin pauci- 'kevés' és dens 'fog' szavak összetételéből ered. A Procheneosaurus cranibrevis szokatlan tulajdonságait, és azt, hogy a típuspéldány egy fiatal Lambeosaurus, 2005-ben ismerték fel, ezért széles körben még nem ismert. A Didanodont és a Trachodon altidenst a legújabb áttekintés zavaró módon kezeli: a Didanodont magyarázat nélkül a Lambeosaurushoz kapcsolja, a Trachodon altidens pedig a kétséges nevek táblázatában szerepel.

## Ősökológia

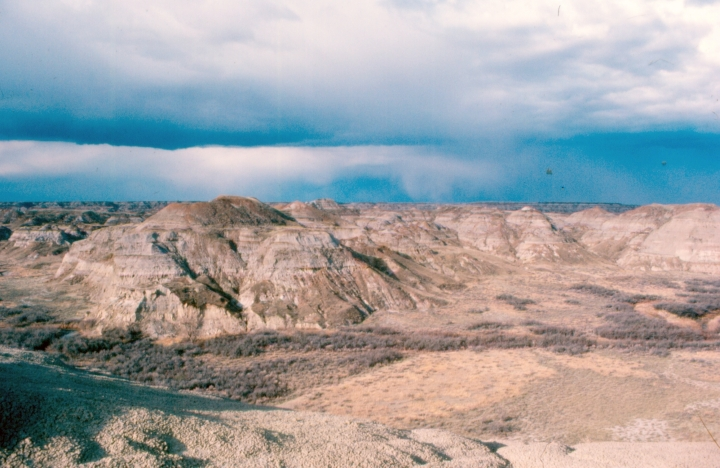
A Dinosaur Park-formáció kőzetei a Red Deer folyó mentén, Alberta déli részén, a Dinosaur Provincial Park területén

A Dinosaur Park-formációból származó Lambeosaurus lambei és L. magnicristatus egy változatos és jól dokumentált ősállatközösség tagjai voltak, melybe olyan jól ismert dinoszauruszok tartoztak, mint a (szarvas) ceratopsida Centrosaurus, Styracosaurus és Chasmosaurus; a kacsacsőrű Prosaurolophus, Gryposaurus, Corythosaurus és Parasaurolophus, a tyrannosaurida Gorgosaurus; valamint az ankylosaurida Edmontonia és Euoplocephalus. A Dinosaur Park-formációt alacsonyan fekvő, folyókkal és árterekkel tagolt, elmocsarasodott területként jellemzik, amely óceáni hatásnak is ki volt téve a Nyugati Belső Víziút megléte idején. Az éghajlat Albertában melegebb volt, mint napjainkban, nedves és száraz évszakok váltották egymást, de fagy nem volt. Az erdei lombkoronát uraló növények a tűlevelűek voltak, míg az aljnövényzetet harasztok, páfrányfák és zárvatermők alkották. Az anatómiailag hasonló L. lambei, L. magnicristatus és Corythosaurus rétegtani alapon, időben elkülönülnek egymástól a formáción belül. A Corythosaurus fosszíliái a formáció alsó kétharmadából kerültek elő, a L. lambei maradványai a felső harmadból ismertek, a L. magnicristatus pedig ritka, és csak legfelül található meg, azon a részen, ahol az óceáni hatás a legerősebb volt.

## Ősbiológia

### Táplálkozás

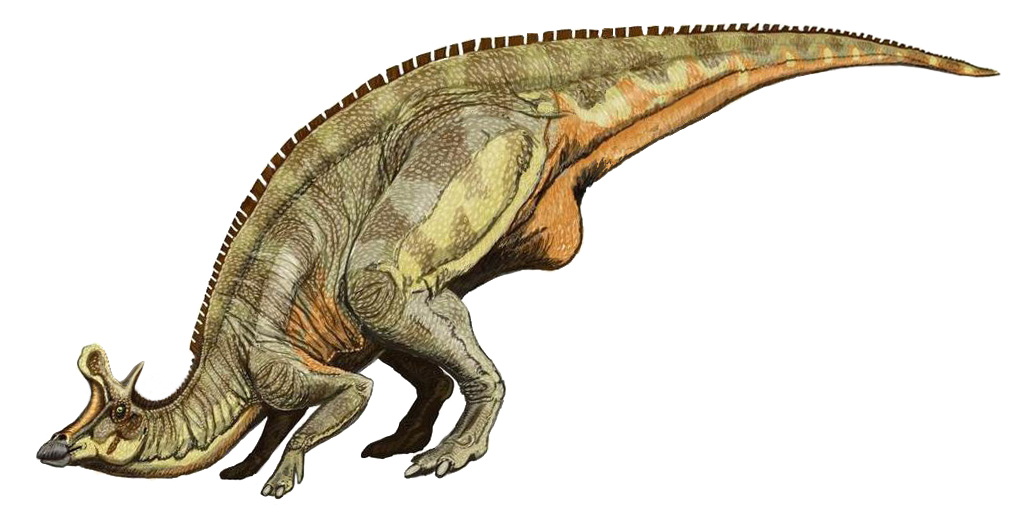
A Lambeosaurus lambei félig fekvő helyzetben, a Royal Tyrrell Múzeumban őrzött csontváz alapján rekonstruálva

A Lambeosaurus, ahogy a hadrosauridák általában, nagy testű, két, illetve négy lábon járó, az emlősök rágásához hasonló örlő mozgást lehetővé tévő bonyolult koponyájú növényevő állat volt. A fogai folyamatosan cserélődtek, és olyan fogkészletekben helyezkedtek el, amik fogak százait tartalmazták, melyekből egyszerre csak maroknyi volt használatban. A csőrét a növényi anyagok darabolására használta, melyek megtartását egy pofaszerű szerv segítette. A táplálkozás a talajszinttől körülbelül 4 méteres magasságig történt. Robert T. Bakker szerint a lambeosaurinák csőre keskenyebb volt a hadrosaurinákénál, így a Lambeosaurusnak és közeli rokonainak jobban meg kellett válogatnia a táplálékot, mint széles csőrű, fejdísz nélküli vetélytársaiknak.

### Fejdísz

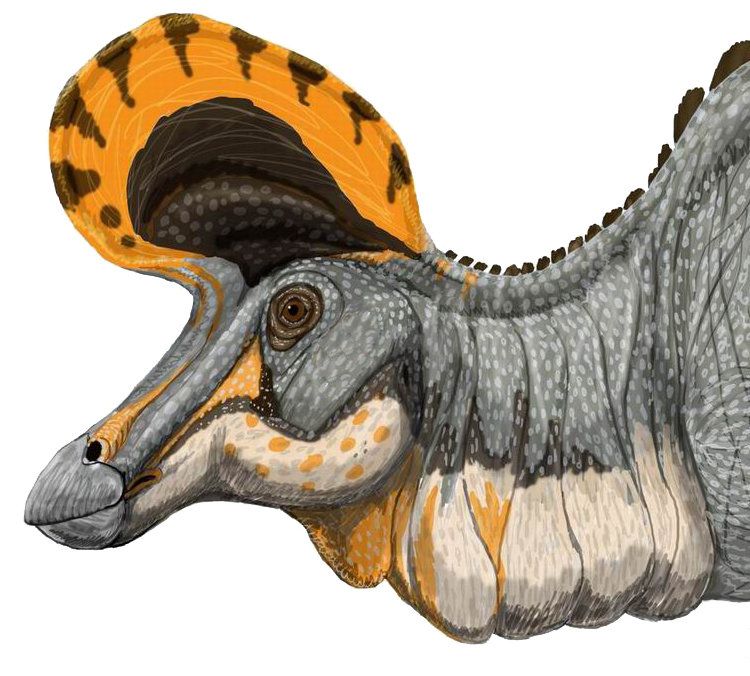
A magas fejdíszű Lambeosaurus magnicristatus rekonstrukciója

A többi lambeosaurinához, például a Parasaurolophushoz és a Corythosaurushoz hasonlóan a Lambeosaurus a fején egyedi díszt viselt. Az orrürege kiterjedt hátrafelé, üregessé téve a fejdísz nagy részét. Számos elképzelés született a fejdísz feladatát vagy feladatait illetően, például, hogy sómirigyeket tartalmazott a szaglóérzék javítása érdekében, búvárpipaként vagy levegő tárolására szolgált, rezonátorkamraként hangok létrehozására volt alkalmas, illetve lehetőséget nyújtott a különböző fajú vagy ivarú állatok megkülönböztetésében. Az olyan szociális funkciókat, mint a zajkeltés és az egyedfelismerés, a különféle elméletek széles körben elfogadták.
A hadrosauridák szemgödrének nagy mérete és a megkeményedett (szklerotikus) gyűrűk jelenléte a szemekben arra utalnak, hogy a látás éles volt, a nappali életmódhoz alkalmazkodott, és nyilván fontos volt az állat számára. Úgy tűnik, hogy a hadrosauridáknak jó hallása volt. Például a rokonságába tartozó Corythosaurusnak keskeny kengyele (hüllő hallócsontja) volt, ami egy nagyobb távolságra levő dobhoz kapcsolódott, érzékeny középfület alkotva, a lagenája (a csigában található járat felső vége) pedig meghosszabbodott, ahogyan a krokodiloké, ami azt jelzi, hogy a belső fül hallórésze jól fejlett volt. Amennyiben hangok létrehozására használták, a fejdísz a különböző fajú és nemű állatoknál felismerhető eltéréseket eredményezhetett, ugyanis a fejdíszek egyedi formája miatt az orrjáratok eltérő felépítése teljesen más hangot hozhatott létre.

## Fordítás
Ez a szócikk részben vagy egészben a Lambeosaurus című angol Wikipédia-szócikk ezen változatának fordításán alapul.  Az eredeti cikk szerkesztőit annak laptörténete sorolja fel. Ez a jelzés csupán a megfogalmazás eredetét és a szerzői jogokat jelzi, nem szolgál a cikkben szereplő információk forrásmegjelöléseként.